# ألتافيلا ميليتشا
ألتافيلا ميليتشا (بالإيطالية: Altavilla Milicia)‏ هي بلدية في مقاطعة باليرمو في صقلية الإيطالية.

## السكان
تطور النمو السكاني لـ ألتافيلا ميليتشا